# لیتل راند لیک (ویسکانسین)
لیتل راند لیک (به انگلیسی: Little Round Lake) یک منطقهٔ مسکونی در ایالات متحده آمریکا است که در باس لیک واقع شده‌است. لیتل راند لیک ۱٬۰۸۱ نفر جمعیت دارد و ۴۰۲ متر بالاتر از سطح دریا واقع شده‌است.